# 周季方
周季方（1914年—1995年），男，四川宣汉人，中华人民共和国政治人物，曾任武汉市人民政府副市长，湖北省政协副主席。